# لا لوزرن
لا لوزرن (به فرانسوی: La Luzerne) یک کمون در فرانسه است که در Canton of Saint-Lô-Est واقع شده‌است.

## خصوصیات
لا لوزرن ۱٫۹۴ کیلومترمربع مساحت و ۴۱ نفر جمعیت دارد و ۱۰۹ متر بالاتر از سطح دریا واقع شده‌است.